# タンポ (管楽器)

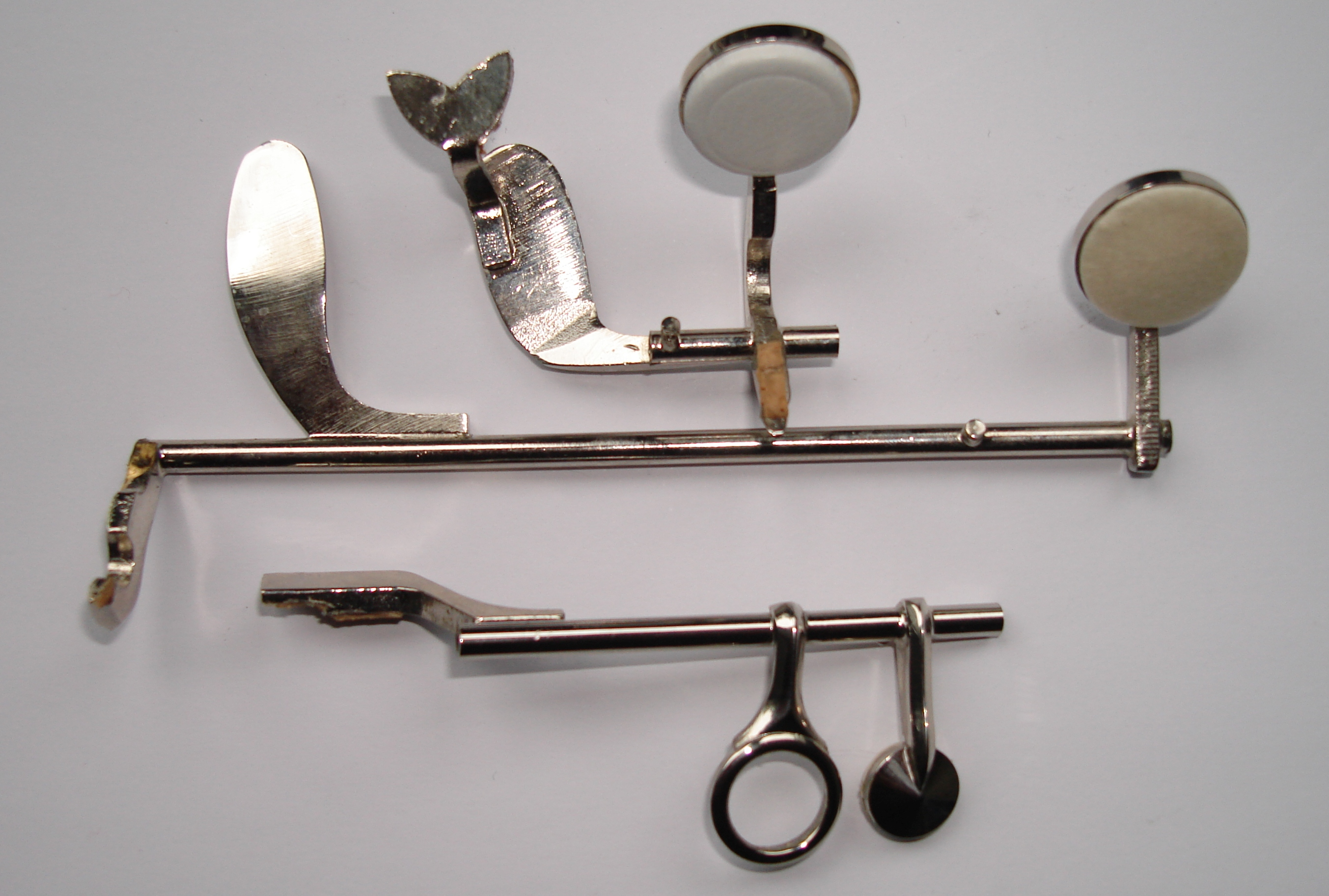
タンポが取り付けられたクラリネットのキー

タンポ（パッド、タンポン）は、木管楽器のトーンホールを塞ぐための部品である。

## 概要
この機構は、イワン・ミュラー（Iwan Müller）が発明し、1812年クラリネット用に発表された。
木管楽器は基本的に、管体に空けられた規則的な穴（トーンホール）を開閉することによって、管長を変え音高を変化させる。
その穴の開閉にはキィが用いられるが、そのキィ（キィカップ）の中にタンポが納められ、それによってトーンホールを確実に開閉する構造になっている。
タンポのキィカップへの固定はシェラック（熱可塑接着剤）やビスなどが用いられる。
単に固定するだけでは狙った気密を確保することは難しいため、シェラックの場合は加熱し、あるいはネジの場合はキイカップとタンポの間に調整紙を挟みその角度を変える。
タンポには様々な種類があり、楽器の種類、メーカー、機種などによって使い分けられる。
また気密に関しては限りなく100％塞ぐ場合や、耐久性の面からあえて一部を弱めに塞ぐ場合など、調整技術者の判断により異なる。

### 名称
タンポは、英語式にパッド（英: pad 英語発音: [pæd]）とも、フランス語式にタンポン（仏: tampon フランス語発音: [tɑ̃.pɔ̃]）とも呼ばれる。
なぜタンポと呼ばれるかの所以は不明。

## 構造
様々な種類のタンポが存在し使い分けられるが、代表的な「フィッシュスキン・タンポ」の構造としては、「ベースとなる台紙の上に圧縮されたフェルトを乗せ、それらを「フィッシュスキン（ブラダー）」で覆ったもの」である。これらはメーカーやシリーズなどによって異なるが、おおよそはこの構造が基本になっている。天然素材を用いるため、気温、湿度などによる影響を受けやすいのが特徴である。そのほか、ベースがコルクで出来ているものや、スキン部分が合成皮で出来ているものなどがある。